# Trophée plus-moins de la LNH
 (juin 2018).
Si vous disposez d'ouvrages ou d'articles de référence ou si vous connaissez des sites web de qualité traitant du thème abordé ici, merci de compléter l'article en donnant les références utiles à sa vérifiabilité et en les liant à la section « Notes et références ».
Le trophée plus-moins de la LNH (en anglais : NHL Plus-Minus Award) est un trophée remis annuellement au joueur de hockey sur glace de la Ligue nationale de hockey, en Amérique du Nord, qui a le meilleur différentiel +/- pendant la saison régulière.

## Mode de calcul
Le différentiel plus-moins d'un joueur est calculé en comptant +1 si le joueur est sur la glace au moment où son équipe marque un but sans être en supériorité numérique, et -1 s'il est sur la glace au moment où son équipe encaisse un but sans être en infériorité numérique. Il est calculé dans la LNH depuis la saison 1966-1967.

## Historique
Le trophée est remis la première fois en 1983 sous le nom de trophée Emery Edge (en anglais : Emery Edge Award), Emery Edge étant alors le commanditaire.
Les différents noms portés par le trophée sont les suivants :
- 1983 à 1988 : Trophée Emery Edge
- 1988-1989 : pas de nom formalisé
- 1989-1990 à 1995-1996 : Trophée Plus Alka-Seltzer (Alka-Seltzer Plus Award)
- 1996-1997 à 1997-1998 : Trophée Plus-Moins Bud Ice (Bud Ice Plus-Minus Award)
- 1998-1999 à 2007-2008 : Trophée Plus-Moins Bud Light (Bud Light Plus-Minus Award)

Depuis l'introduction du trophée, les plus grands gagnants sont :
- Oilers d'Edmonton 4 fois (dont 3 fois par Wayne Gretzky)
- Flyers de Philadelphie, Blues de Saint-Louis et Red Wings de Détroit (3 fois)

Le trophée est remis pour la dernière fois à Pavel Datsiouk en 2008.

## Vainqueurs du trophée
- 1982-1983 - Wayne Gretzky (Oilers d'Edmonton) et Charlie Huddy (Oilers d'Edmonton)  (+61)
- 1983-1984 - Wayne Gretzky (Oilers d'Edmonton) (+78)
- 1984-1985 - Wayne Gretzky (Oilers d'Edmonton) (+100)
- 1985-1986 - Mark Howe (1) (Flyers de Philadelphie) (+87)
- 1986-1987 - Wayne Gretzky (4) (Oilers d'Edmonton) (+69)
- 1987-1988 - Brad McCrimmon (1) (Flames de Calgary) (+48)
- 1988-1989 - Joseph Mullen (1) (Flames de Calgary) (+51)
- 1989-1990 - Paul Cavallini (1) (Blues de Saint-Louis) (+38)
- 1990-1991 - Martin McSorley (1) (Kings de Los Angeles) et Theoren Fleury (1) (Flames de Calgary) (+48)
- 1991-1992 - Paul Ysebaert (1) (Red Wings de Détroit) (+44)
- 1992-1993 - Mario Lemieux (1) (Penguins de Pittsburgh) (+55)
- 1993-1994 - Scott Stevens (1) (Devils du New Jersey) (+53)
- 1994-1995 - Ronald Francis (1) (Penguins de Pittsburgh) (+30)
- 1995-1996 - Vladimir Konstantinov (1) (Red Wings de Détroit) (+60)
- 1996-1997 - John LeClair (1) (Flyers de Philadelphie) (+)44
- 1997-1998 - Christopher Pronger (Blues de Saint-Louis) (+47)
- 1998-1999 - Aleksandr Karpovtsev (1) (Maple Leafs de Toronto) (+39)
- 1999-2000 - Christopher Pronger (2) (Blues de Saint-Louis) (+52)
- 2000-2001 - Joseph Sakic (1) (Avalanche du Colorado) et Patrik Eliáš (1) (Devils du New Jersey) (+45)
- 2001-2002 - Chris Chelios (1) (Red Wings de Détroit) (+40)
- 2002-2003 - Peter Forsberg (1) et Milan Hejduk (1) (Avalanche du Colorado) (+52)
- 2003-2004 - Martin Saint-Louis (1) (Lightning de Tampa Bay) et Marek Malík (1) (Canucks de Vancouver) (+35)
- 2004-2005 - Pas de vainqueur, saison annulée
- 2005-2006 - Wade Redden (1) (Sénateurs d'Ottawa) et Michal Rozsíval (1) (Rangers de New York) (+35)
- 2006-2007 - Thomas Vanek (1) (Sabres de Buffalo) (+47)
- 2007-2008 - Pavel Datsiouk (1) (Red Wings de Détroit) (+41)